# Christian Tafdrup
Christian Tafdrup (født 8. april 1978 i København) er en dansk skuespiller, instruktør og manuskriptforfatter inden for både film og teater. Han er uddannet på Statens Teaterskole i 2003.

## Baggrund og uddannelse
Tafdrup er opvokset på Østerbro i København. I en ung alder begyndte han at spille teater og blev her opdaget af filminstruktøren Carsten Sønder, der udvalgte ham til hovedrollen som trækkerdrengen Nick i den kontroversielle spillefilm Smukke dreng fra 1993. Han færdiggjorde sin skuespilleruddannelse på Statens Teaterskole i København i 2003. 

## Karriere som skuespiller
Efter afsluttet skuespilleruddannelse medvirkede Christian Tafdrup i en række film, tv-serier og radiodramatik i større og mindre roller. Derudover har han også optrådt på tv i satireserier, som panelist i kulturprogrammet Smagsdommerne og gæstevært i filmmagasinet Premiere på DR2, hvor alle hans film har været vist i flere omgange. Han har ligeledes indtalt en række lydbøger og skrevet bidrag til revyer. Flest roller har han haft rundt om på landets største teatre. 

### Roller i film
I 2005 havde Tafdrup en betydelig birolle i den romantiske filmkomedie Den store dag, som den dedikerede frisør Lars, spillet i en parodisk stil.
En anden birolle, som sleben svigefuld svigersøn, indtog han i Susanne Biers globaliserede familiedrama Efter brylluppet fra 2006. 

### Roller i tv-serier
I DR's flerfamiliesaga Album fra 2008 havde Tafdrup en af hovedrollerne som den voksne Martin med digterdrømme og dagligdagsproblemer at kæmpe med.
Tafdrup havde i 2009 en profileret rolle i TV 2s dramedyserie Lærkevej, hvor han spillede kokken Sune, der flygter fra storbyen til parcelhuskvarteret med sine to søskende - og en hemmelighed i bagagen. En rolle han ligeledes spillede i den opfølgende spillefilm Lærkevej - Til døden os skiller. 
Han spillede med i Anstalten (2011) på TV 2 Zulu som den homoseksuelle SOSU-hjælper Oliver.
I 2013 var han den unge, frembrusende, seertalsfikserede programchef, Alexander Hjort, på den fiktive TV1-station i DR's tv-serie Borgen.
I 2017 havde Tafdrup rollen som Prins Fileas i tv-julekalenderen 'Tinkas juleeventyr'. Prins Fileas er prinsen i nisseriget.

### Roller på teater
Tafdrup har spillet en lang række hovedroller i teaterstykker i sin hidtidige karriere. Først i Heiberg-vaudevillen Nei på Det Kongelige Teater i 2004 og senest som Dr. Frankenstein på Århus Teater i 2012.

## Karriere som filminstruktør og manuskriptforfatter
I 1999 skrev, instruerede og spillede han hovedrollen i kortfilmen Kopisten, der vakte en vis opmærksomhed i medierne. Den handler om en ung mand med en filminstruktør i maven og en livlig fantasi, som kommer frygtelig galt afsted, og er en satire over sen-1990'ernes filmmiljø med en vis inspiration fra Tafdrups egne indtryk fra sine unge dage som produktionsassistent på filmselskabet Zentropa. I filmen kan Lars von Trier opleves i en kort sekvens.
Med kortfilmen Debutanten fra 2002, som Tafdrup også skrev, instruerede og spillede hovedrollen i, skiftede han arena fra Zentropa til Det Kongelige Teater. En film, der tydeligvis - om end ikke officielt - var en opfølger til Kopisten på flere planer. Men denne gang skildrede han en ung skuespillers arbejde med sig selv og sine ikke altid tilfredse omgivelser og satiriserede over tilstandene i teaterverdenen - igen inspireret af egne erfaringer, mens han stod i lære som skuespiller. Denne gang medvirkede blandt andre Ole Ernst, Birthe Neumann og Helle Fagralid i de betydelige biroller.
Novellefilmen En Forelskelse fra 2008 adskiller sig fra hans øvrige værker ved ikke at ikke at have et satirisk præg. Filmen, der er lavet for Nordisk Film med støtte fra Det Danske Filminstitut, handler om en stor teenager, spillet af Allan Hyde, der gør en overrumplende opdagelse om sin egen seksualitet i mødet med sin kærestes forældre, spillet af Lars Brygmann og Ellen Hillingsø. En Forelskelse blev vel modtaget blandt anmelderne, blandt andet Berlingskes Ebbe Iversen, og modtog en Robert-statuette for Årets Bedste Kortfilm i 2009.
I 2013 fik Christian Tafdrup manuskriptstøtte af Filminstituttet til at skrive en spillefilm om kronprins Frederik, der bar arbejdstitlen Frederiks Unge År, og som havde Nordisk Film og TV2 i ryggen. TV2 trak sig fra projektet i 2015, angiveligt fordi det ville bevare sit gode forhold til kongehuset, og det færdigskrevne manuskript blev aldrig til en film.
I 2016 instruerede Tafdrup spillefilmen Forældre, der blev vel modtaget, og i 2017 resulterede i Bodilprisen for "Årets bedste manuskript" og Robertprisen for "Årets bedste instruktør". Efterfølgende instruerede han En frygtelig kvinde som skabte ny kønsdebat. I 2022 har han premiere på sin nye film Speak No Evil.

## Karriere som dramatiker
Debuten som dramatiker fik han med bøssesatiren Gaytown (2003) på Husets Teater i København. Derpå fulgte W - De Unge År (2004), som blev opført på teatrene Mungo Park i Allerød og Svalegangen i Aarhus . Mest opmærksomhed vakte W - De Unge år, der er en kritisk men humoristisk skildring af George Bush Jr.'s vanskelige vej til magt og agtelse - ikke mindst fra sin dominerende faders side. Charterkomedien Yamaz! (2009), som gik på Café Teatret, blev en pæn publikumssucces, og skildrer - med inspiration fra Tafdrups egne barndomsoplevelser - en dansk hverdagsfamilies trivielle ferieophold i det græske øhav blandt andre ensartede landsmænd i en af og til barok farcestil.

## Privat
Tafdrup har tidligere dannet par med skuespilleren Birgitte Hjort Sørensen.
Han har sammen med sin kæreste, Natalie Toro Stokholm, to børn.

## Filmografi

### Film
- Smukke dreng (1993)
- Baby (2003)
- Den store dag (2005)
- Veninder (2005)
- Nynne (2005)
- Efter brylluppet (2006)
- En Soap (2006)
- Daisy diamond (2007)
- I'll Come Running (2007)
- Dig og Mig (2008)
- En Forelskelse (2009)
- Lærkevej - Til døden os skiller (2012)
- Forældre (2016)
- En frygtelig kvinde (2017)
- Speak No Evil (2022)

### Tv-serier
- Strisser på Samsø (1998)
- Gustne gensyn (2006)
- Album (2008)
- Lærkevej (2009)
- Anstalten (2011)
- Borgen (2013)
- juleønsket (2015)
- Den anden verden (julekalender DR1, 2016)
- Tinkas Juleeventyr (2017)
- Tinka og Kongespillet (Julekalender fra 2019)
- Alfa (2020)
- Carmen Curlers (2022)